# Історія Закарпаття
Закарпа́ття — історична область у Східній Європі, нині в основному складає Закарпатську область на заході України.

## Давня історія
На землях Закарпаття люди селилися з глибокої давнини. Тут бували і численні варварські племена, і легіони Римської імперії, які на самому початку нашої ери створили провінцію Верхня Дакія, північна межа якої проходила по річці Сомеш. У V столітті тут утворився політичний центр гунів на чолі з легендарним вождем Аттілою. Під час Великого переселення народів у Закарпатті з'явилися гепіди, вандали, бургунди, остготи, лангобарди і слов'яни.

## Угорське панування
896 року почався перехід угорських кочових племен через Карпати у Середнє Подунав'я, освоєння якого тривало протягом X століття.
Однак, починаючи з XI та завершуючи XIII століттям, Закарпаття поступово увійшло до новоутвореної європейської держави — Угорського королівства і тут остаточно утвердилися угорські королі. У добу Стефана І Святого (1001-1038) тут було утворене Руське воєводство.
За часів татаро-монгольської навали 1241 року орди хана Батия перейшли Верецький перевал, захопили і зруйнували Мукачеве, Ужгород, Тячів і багато інших населених пунктів, проте влітку 1242 року вони відступили, і в країні почалося відродження життя.
1254 року угорський король Бела IV на спустошені монголами землі Закарпаття запросив італійських і німецьких виноградарів і виноробів. Деякий час частина Закарпаття входила до складу Королівства Руського очолюваного Левом I, одруженого з дочкою Бели IV — Констанцією.
У XIV—XVI століттях приблизно дві третини Закарпаття було покриті лісами і гірськими пасовищами, населення гірських районів займалося полюванням, скотарством, рибальством, а в низинних районах — ще й хліборобством, виноградарством, садівництвом. У середньовіччя в цьому регіоні існували сотні дрібних феодальних володінь, що вели між собою практично безперервні міжусобні війни[джерело?], часто починали війни супроти сусідів. Часом виникали селянські повстання проти феодального гніту[джерело?].
Незважаючи на те, що між Закарпаттям та іншими українськими землями існували державні кордони, зв'язки між ними ніколи не припинялися. В XI—XII століттях на території Південно-Західної Русі, в тому числі і на Закарпатті, почала складатися русинська (у XX століттю українська) народність. 
Довгий час вся територія Закарпаття належала угорським правителям, але 1541 року центральною Угорщиною заволоділи турки, після чого вона була розділена, а Закарпаття також поділили на дві частини.
Згодом центральні і східні райони краю увійшли до Османської імперії, а західна частина потрапила під владу Габсбургів. Після 160-річного турецького панування, у кінці XVII століття ця територія, зокрема і Закарпаття, перейшла під владу Габсбургів.

## Закарпаття під час турецької окупації (1526—1688)
Угорське королівство під час правління Фердинанда I було розділене на три частини. На той час королівство ділилося на 35 комітатів, у тому числі Унґ, Береґ, Уґоча і Мармарош. У 1567 році Мармарош, належав Трансильванському князівству. В 1570 році в король Максиміліан II Габсбург підписав Шпаєрський трактат, за яким Янош Сигізмунд відмовлявся від угорського королівського титулу, але Семигород, і Мармарош були збережені за ним.
В 1597—1604 роки в так званій «Тринадцятирічній війні проти турків» комітат Мармарош, який тоді належав Трансильванії був майже повністю зруйнований. Війна була закінчена Житваторокським миром у 1606 році. У тому ж 1606 році був підписаний мир у Відні — між Рудольфом II і князем Іштваном Бочкаї — Бочкай отримав Трансильванію, Парціум, Уґоча та Береґ.
В 1620 році на з'їзді в Пожоні Фердинанд II обіцяв Габору Бетлену жупи Уґоча і Береґ додати до Трансильванії. Цей мирний договір був підтверджений Фердинандом II і Габором Бетленом в 1622 році.
В 1633 році Юрій I Ракоці князь Трансильванії і Фердинанд II Пряшівською угодою заклали Мукачівський замок і нерухомість на сім'ю Ракоці.
19 лютого 1642 році на Національних зборах в Алба-Юлія під час правління Юрія I Ракоці, його син Юрій II Ракоці був проголошений співправителем Трансильванського князівства. Він наслідував у батьківську спадщину титул князя з метою придбати польський престол. 17 січня Національна асамблея провела збори у Вишково. Притензії на польський престол закінчилися поразкою. Польські війська вторглися в Угорщину і наробили великий хаос та руйнації в Мукачеві, Берегові, Берегсентміклоші, дуже багатьох селах, серед населення. В 1670 році Ференц I Ракоці на чолі анти-Габсбурського повстання і подальшого його придушення з важкими втратами серед учасників, діяли і на Закарпаття. Багато людей були змушені переховуватися, придушення повстання привело до великої бідності і страждання серед населення.
В 1678 році почалося анти-Габсбурське повстання під проводом Імре Текелі. Леопольд I уклав в 1681 році перемир'я з нагоди звільнення князем Текелі 13 північно—західних комітатів Угорщини в тому числі комітатів Унґ, Береґ, Уґоча і Сатмар. В 1682 році в вдова Ференца Ракоці Ілона Зріні вийшла заміж за Імре Текелі. Тоді величезна спадщина Ракоці стала базою для боротьби за незалежність. В 1684 році війська Текелі зайняли замок в Ужгороді. 1688 року Ілона Зріні здала Мукачівський замок імперській армії. У 1699 році був укладений мир на Карловицькому конгресі, що призвело до заслання Імре Текелі і Ілони Зріні.

## Ужгородська унія
1646 року з ініціативи єпископа Василія (Тарасовича) укладена так звана Ужгородська унія: 63 священики засвідчили єдність із Католицькою Церквою. Ужгородська унія не відразу призвела до поліпшення відносин у церковній сфері; мукачівські єпископи втратили значимість і були зведені до ролі генеральних вікаріїв латинських архієпископів Егеру. Становище покращилося, коли за захист інтересів Греко-католицької церкви на Закарпатті взялася Марія Терезія. 1771 року на її вимогу папа Климент XIV унезалежнив мукачівську єпархію від Егеру. Друга половина XVII століття заслуговує на назву «золотого століття» в церковній історії Закарпаття. В особах єпископів М. Ольшавського (1742—1767), І. Брадача (11 травня 1768 — 4 липня 1772) і зокрема А. Бачинського (1772—1809) воно мало своїх найкращих церковних і культурних діячів. До того часу відносяться такі важливі події церковного життя: перенесення осідку єпархії до Ужгорода (1780) і створення там єпархіальної семінарії (1778), виділення нової Пряшівської єпархії(1816). Зазначені єпископи дбали про піднесення матеріального і освітнього стану духовенства і про народну освіту.

## У складі Австро-Угорщини

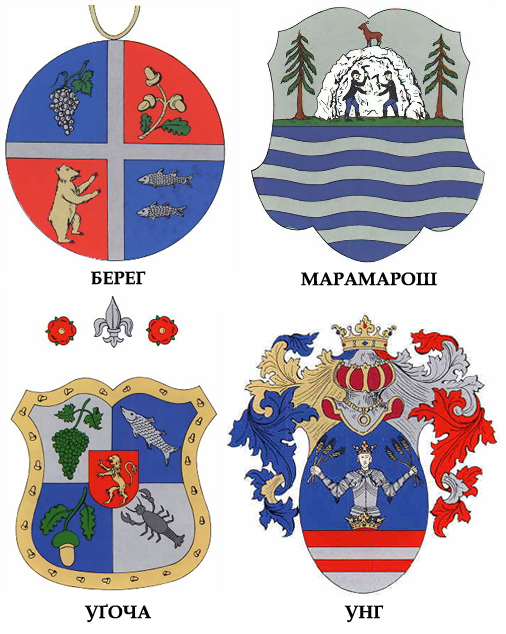
Герби «закарпатських» комітатів Угорщини: Береґ, Мармарош, Угоча, Унґ

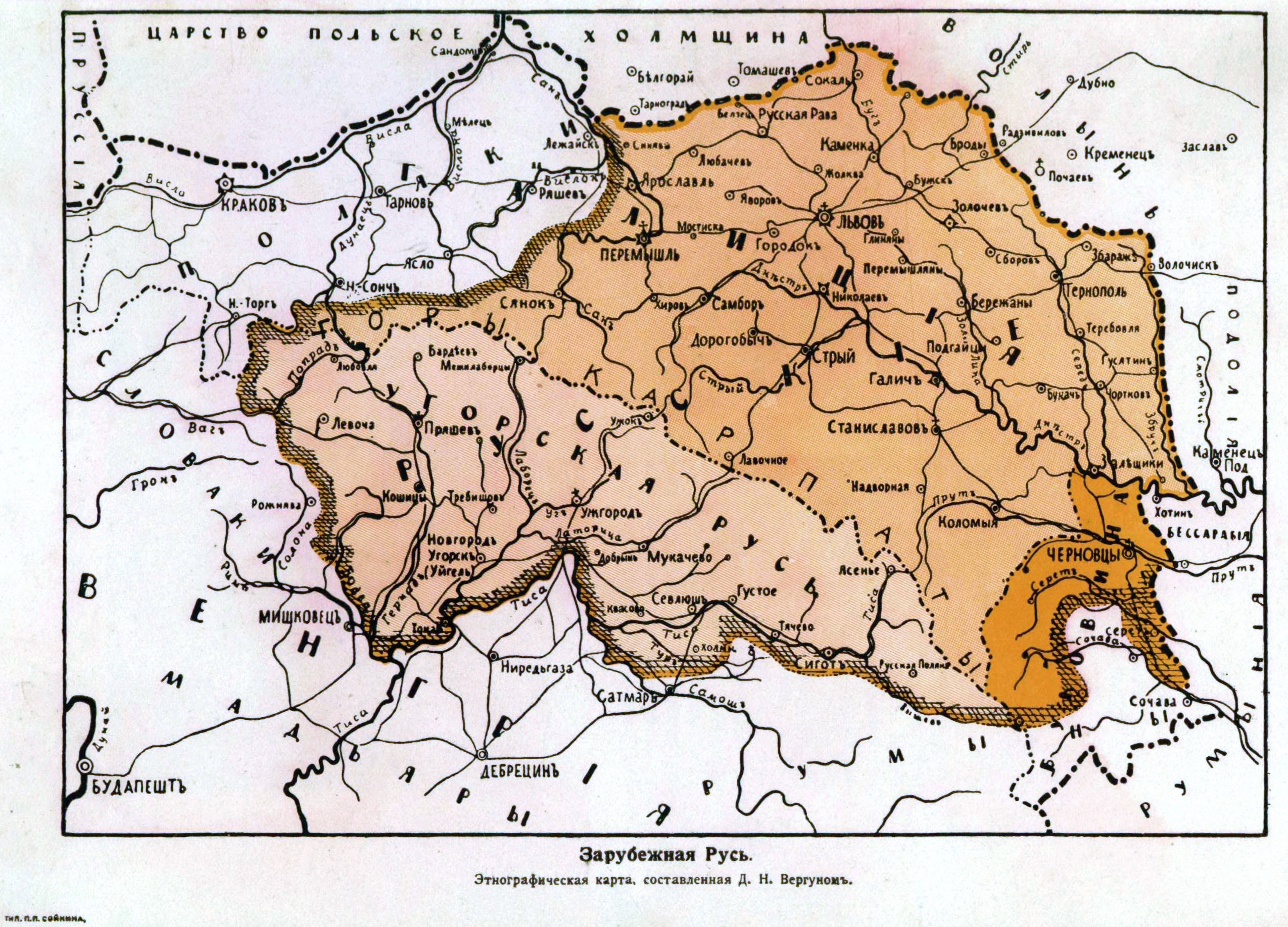
Закарпаття. Етнографічна карта, складена Д. М. Вергуном.

Після поразки Австрії в австро-прусській війні 1866 року, було створено двоєдину державу — Австро-Угорщину.
1867 року в монархії Габсбургів був введений дуалізм, створено незалежне Угорське королівство, в якому мадяри отримали права повних господарів.
На відміну від австрійських Галичини і Буковини, які за конституцією 1867 складали окремі автономні області зі своїми сеймами (органами місцевого законодавства і самоврядування), Закарпаття безпосередньо входило до складу Угорського королівства. Територія Закарпаття входила до складу чотирьох комітатів Угорського королівства — Береґ, Мармарош, Унґ і Угоча.
На початку XX століття населені українцями області Закарпаття були бідним сільськогосподарським регіоном, де майже не було промисловості. У горах, де було мало орної землі, селяни пасли худобу на плоскогір'ях і рубали ліс. Йшла масова еміграція до Америки.
За не зовсім надійними даними офіційної угорської статистики, в 1910 році чисельність українського населення Закарпаття становила 472 тис. осіб.
Після розпаду Австро-Угорщини у 1918—1919 роках утворилася низка держав, зокрема й Чехо-Словаччина. Мирова Конференція в Парижі санкціонувала передачу Закарпаття Чехословаччині в Сен-Жерменському договорі (10. 9. 1919), де рівночасно ґарантувався автономний статус Закарпаття.

## Історія Закарпаття з 1918 по 1945 рік
У 1918—1919 роках територію Закарпаття окупували чехословацька та румунська армії, а у травні 1919 збори в Ужгороді проголосили рішення увійти до складу Чехо-Словаччини. 4 червня 1920 року за Сен-Жерменським договором під назвою «Підкарпатська Русь» (чеськ. Země Podkarpatoruská, з вересня 1938 року чеськ. Země Zakarpatskoukrajinská) увійшла до складу Чехо-Словаччини. За Чехо-Словаччини територію було розділено на 14 районів — Берегове, Великий Березний, Виноградів, Іршава, Міжгір'я, Мукачево, Мукачево-село, Перечин, Рахів, Свалява, Тячів, Ужгород, Ужгород-село, Хуст.
Після ліквідації незалежности Чехо-Словаччини 15 березня 1939 року в Закарпатті було проголошено незалежну державу — Карпатську Україну. Президентом нової держави став Августин Волошин. 18 березня 1939 року в Закарпаття було введено угорські війська, незалежність було ліквідовано, а територію анексувала Угорщина. Після окупації краю Червоною армією в жовтні 1944 року на Закарпатті було створено перехідне державне утворення Закарпатська Україна за сприяння радянської військової адміністрації. Спершу формально існувало у складі Чехословацької Республіки, а у 1945 за мирним договором між ЧСР й СРСР стало частиною Радянської України. Перший З'їзд народних комітетів Закарпатської України прийняв постанову «про возз'єднання з Радянською Україною».

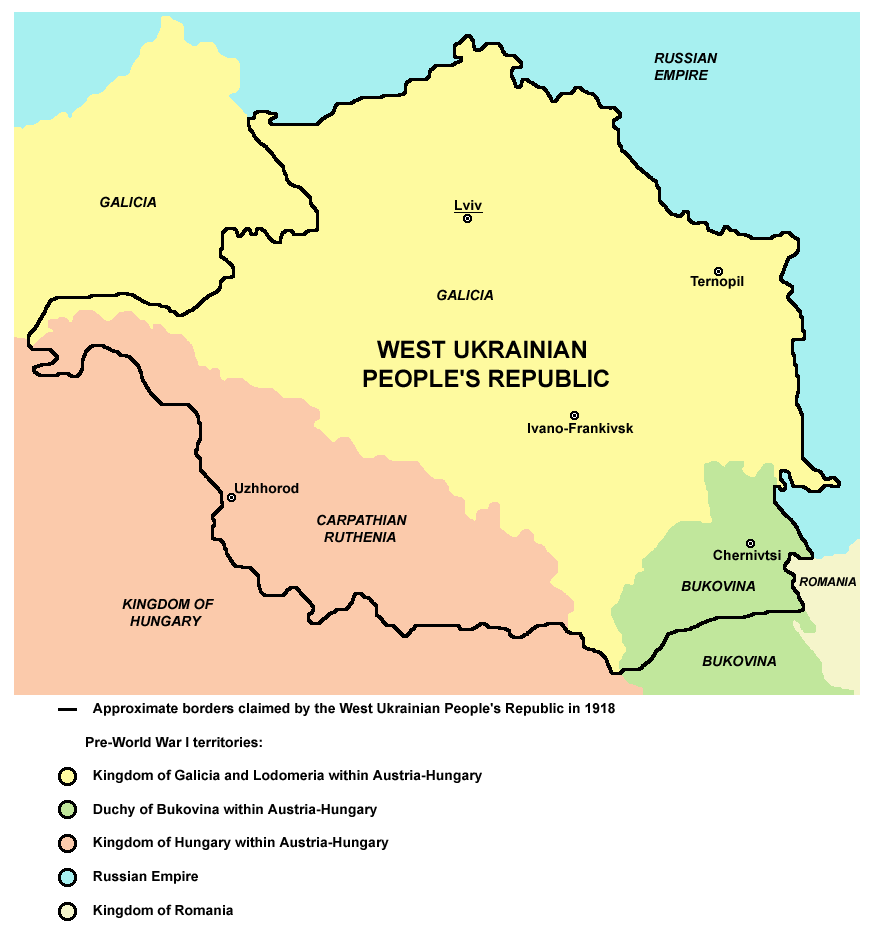
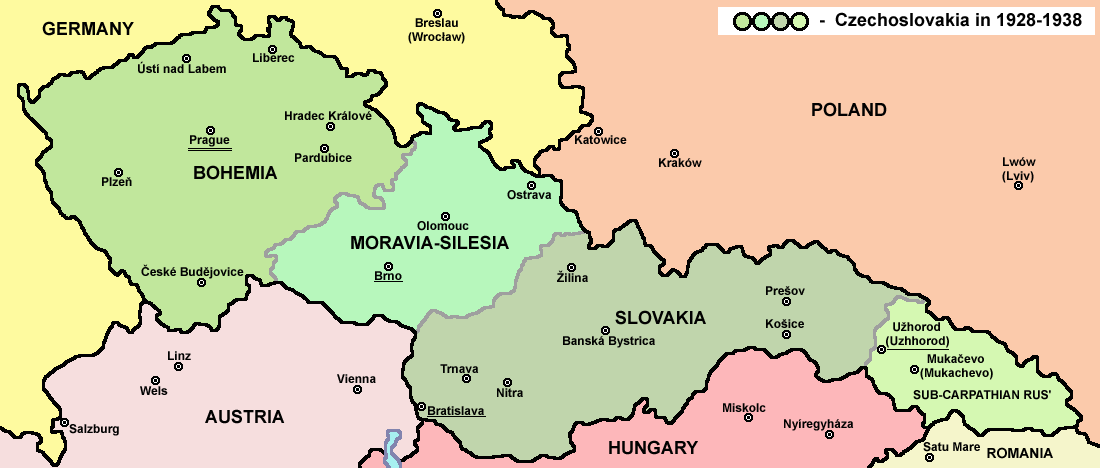

## Радянське Закарпаття
29 червня 1945 року в Москві було підписано угоду про входження колишньої Підкарпатської Русі до складу УРСР (угода 186/1946 Sb. Чехословацького законника). Угода була остаточно ратифікована чехословацьким парламентом 22 листопада 1945 року. Крім того, Чехословаччина погодилася передати СРСР близько 250 км² території в околицях Чопа — Селменець (Батфа, Галоч, Малі Селменці, Паладь-Комарівці, Палло, Ратівці, Соломоново, Сюрте, Тисаашвань, Тийглаш, Чоп), які не були частиною Підкарпатської Русі, а були частиною словацького Земпліна (Велькекапушанського і Кральовскіхлмецького районів). 22 січня 1946 Указом Президії Верховної ради СРСР на приєднаних землях була створена Закарпатська область УРСР. 4 квітня 1946 село Лекаровце (словац. Lekárovce) було передане Чехословаччині зі складу Закарпатської області, і на цьому обмін територіями закінчився.

### Голови Закарпатської обласної державної адміністрації
- 1992—1994 рр. — Країло Михайло Іванович
- 1994—1999 рр. — Устич Сергій Іванович
- 1999—2001 рр. — Балога Віктор Іванович
- 2001—2002 рр. — Москаль Геннадій Геннадійович
- 2002—2005 рр. — Різак Іван Михайлович
- 2005—2005 рр. — Балога Віктор Іванович
- 2005—2010 рр. — Гаваші Олег Олодарович
- 2010—2014 рр. — Ледида Олександр Олександрович
- 2014—2014 рр. — Лунченко Валерій Валерійович
- 2014—2015 рр. — Губаль Василь Іванович
- 2015—2019 рр. — Москаль Геннадій Геннадійович
- 2019—2019 рр. — Бондаренко Ігор Самійлович
- 2020—2021 рр. — Петров Олексій Геннадійович
- 2020—2021 рр. — Полосков Анатолій Олександрович
- 2021—2024 рр. — Микита Віктор Федорович
- 2024—  рр. — Білецький Мирослав Золтанович

### Перші секретаріЗакарпатського обкому партії
- 1946—1948 рр. — Туряниця Іван Іванович
- 1948—1952 рр. — Компанець Іван Данилович
- 1952—1959 рр. — Ваш Іван Михайлович
- 1959—1962 рр. — Щербак Пилип Кузьмич
- 1962—1980 рр. — Ільницький Юрій Васильович
- 1980—1990 рр. — Бандровський Генріх Йосипович
- 1990—1991 рр. — Волощук Михайло Юрійович
- 1991—1991 рр. — Химинець Василь Васильович